# Stay Together
Stay Together är en EP/singel av den brittiska gruppen Suede, utgiven den 14 februari 1994. Låten "Stay Together" nådde den brittiska singellistans tredjeplacering.

## Låtlista

### Singel, kassett
1. "Stay Together (edit)"
2. "The Living Dead"

### Maxisingel
1. "Stay Together"
2. "The Living Dead"
3. "My Dark Star"

### CD-singel
1. "Stay Together (edit)" (3:55)
2. "The Living Dead" (2:48)
3. "My Dark Star" (4:06)
4. "Stay Together" (8:28)

### EP
1. "Stay Together (edit)"
2. "The Living Dead"
3. "My Dark Star"
4. "Dolly"
5. "High Rising"
6. "Stay Together"